# Руд, Элизабет
Элизабет Руд — американский дипломат;   временный поверенный в делах США в России и кандидат на пост посла США в Туркменистане.